# Ofelia Uribe
Ofelia Uribe Durán, también conocida como Ofelia Uribe de Acosta (Oiba, 22 de diciembre de 1900-Bogotá, 4 de agosto de 1988) fue una periodista colombiana, maestra, política y feminista sufragista. Tuvo una destacada participación en la lucha por los derechos de la mujer en su país, «exponente de una generación de mujeres que interrumpieron en la vida nacional para luchar por el respeto a su dignidad humana y el reconocimiento de los derechos civiles y políticos de las mujeres colombianas».

## Biografía
Ofelia Uribe Durán nació en Oiba, Santander, Colombia el 22 de diciembre de 1900, mayor y única mujer en un hogar de cinco hermanos. Su padre Juan Bautista Uribe Durán y su madre Josefa Durán Gómez eran educadores de raigambre liberal.
La relación en su niñez con su padre y sus hermanos influyó en su carácter y posición respecto de los derechos de la mujer. Con ellos participó de actividades poco habituales en aquella época para las niñas como el tiro al blanco y, sobre todo, la participación en pie de igualdad en el mundo intelectual.
Siendo aún muy pequeña, su familia se trasladó a vivir a El Socorro (Santander), donde efectuó sus primeros estudios en una escuela pública para seguir luego magisterio en la Escuela Normal de San Gil.
En 1917 terminó sus estudios en la Normal, y tras algunas dificultades por razones políticas obtuvo trabajo como maestra de primaria en Simacota. Un año después abrió un colegio con su madre, pero falta de apoyo oficial y de recursos propios debió cerrarlo. Finalmente, la familia se trasladó primero a Chiquinquirá y en 1924 a Miraflores.
En esa ciudad de Boyacá conoció al abogado Guillermo Acosta, hijo de Mílciades Acosta Castillo y de Emilia Acosta Gutiérrez, sobrino del expresidente liberal general Santos Acosta, con quien contrajo matrimonio en 1926. 

### Activista por los derechos de las mujeres

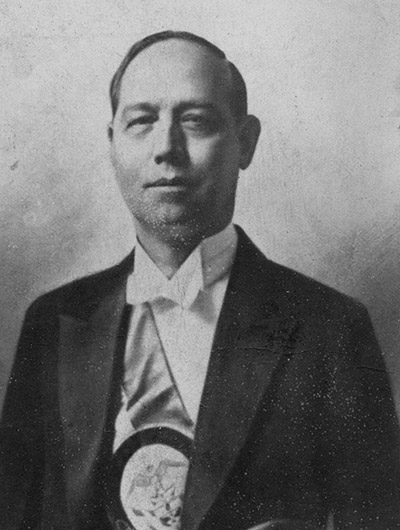
Enrique Olaya Herrera.

En 1930 apoyó al candidato liberal a la presidencia Enrique Olaya Herrera, con cuyo triunfo en febrero de ese año se iniciaría en Colombia la "segunda República Liberal" que ponía fin de momento a más de cuarenta años de hegemonía conservadora. En la agenda de Olaya estaba entre otras cuestiones, el reconocimiento de los derechos civiles de las mujeres. Ofelia Uribe relataría que en una reunión con el presidente Olaya manifestó su satisfacción «al ver a las mujeres por fin interesadas en sus derechos; estoy en total acuerdo con ustedes y éste será uno de los primeros proyectos de mi gobierno».
En diciembre de 1930 se reunió en Bogotá el IV Congreso Internacional Femenino convocado por la Liga Internacional de Mujeres Ibéricas e Hispanoamericanas, representada en Colombia por la escritora Georgina Fletcher.
Ofelia Uribe fue delegada ante el Congreso por el gobernador de Boyacá Celso Rodríguez. Allí presentó un trabajo sobre los derechos civiles de la mujer casada defendiendo un proyecto del ejecutivo destinado a asegurar su independencia económica y el derecho de manejar sus propios bienes.
En 1931 se mudó a San Gil donde su marido había sido designado juez. En su nuevo destino, Acosta carecía de ayudantes y Ofelia Uribe cumplió ese papel, investigando, reuniendo pruebas y testimonios, experiencia que mejoró sus conocimientos jurídicos y de la función del Estado y la política.

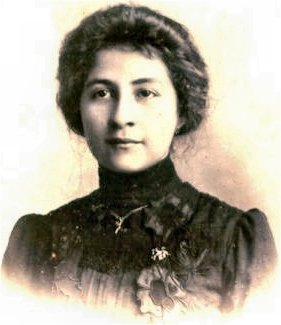
Clotilde García Borrero de Ucrós

Desde San Gil continuó apoyando el movimiento de presión sobre el Congreso a favor de la ley por los derechos femeninos, movimiento liderado por Clotilde García Borrero, que daría sus frutos con la aprobación de la ley 28 de 1932, así como promoviendo normas relativas a la educación de las mujeres y su ingreso a la universidad que darían lugar a los decretos 1874 de 1932 y el 227 de 1933.
La reforma constitucional aprobada en 1936 durante el primer gobierno de Alfonso López Pumarejo concedió a las mujeres el derecho de desempeñar empleos que conllevaran autoridad o jurisdicción abriendo los cargos públicos a las primeras abogadas que empezaban a egresar de las universidades. No obstante la resistencia continuó y al ser objetado el nombramiento como jueza tercera del circuito penal de Bogotá de Rosa Rojas Castro, primera mujer en Colombia en obtener un grado universitario, Ofelia Uribe recorrió las emisoras radiales de Ibagué, El Socorro y Cúcuta brindando conferencias radiales en defensa de sus derechos.

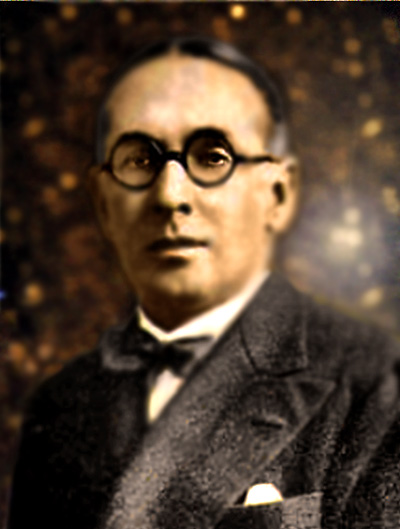
Alfonso López Pumarejo

En 1937 se estableció con su familia en la ciudad de Tunja, capital del departamento de Boyacá, donde conoció a Inés Gómez de Rojas. Ambas se convirtieron en el centro del movimiento feminista de Tunja que creció en influencia e integró a mujeres de diversas clases sociales. Con el apoyo de Pompilio Sánchez, propietario de Radio Boyacá y su esposa Anita Castro, Ofelia Uribe contrató con ese medio un espacio que con el nombre La Hora Feminista alcanzó altos niveles de audiencia hasta su cancelación forzada por los círculos conservadores de la localidad.
Tras finalizar los estudios en la Escuela Normal de Tunja, sus dos hijas se plantearon el ingreso a la universidad, para lo cual debían cursar un año adicional de bachillerato clásico. Debido a que en esa ciudad no existía un liceo femenino, Ofelia Uribe obtuvo el acuerdo del rector del Colegio de Boyacá para que sus hijas terminaran allí sus estudios.  La reacción fue inmediata: recordaba Ofelia Uribe que «Eso fue el acabose, el obispo y los curas, que hasta entonces habían sido todos unos ingleses y no se habían pronunciado sobre la lucha por los derechos de la mujer, ni en contra, ni a favor, lanzaban desde el púlpito las más convulsionadas exhortaciones, por la supuesta "desvergüenza"; fue como si apareciera el diablo». 
El ministro de Gobierno de la nación citó a Bogotá al gobernador y al matrimonio para pedir el retiro de las jóvenes a lo que se negaron. Pese a la opinión de su rector, el Colegio de Boyacá se vio forzado a contratar una directora para las dos alumnas y arrendar un anexo donde acudían los profesores para dictarles ciases a ellas solas, al menos hasta que su ejemplo cundió y otras jóvenes ingresaron al establecimiento.
A partir de 1944 el movimiento por los plenos derechos civiles de la mujer creció rápidamente. Mientras muchas de las flamantes profesionales egresadas de las facultades colombianas se sumaban a la Unión Femenina de Colombia (UMF) de Rosa María Aguilera e Ilda Carriazo, la socialista Lucila Rubio de Laverde fundaba la Alianza Femenina de Colombia que, orientada a las obreras y mujeres de sectores populares, con el apoyo del Partido Socialista Democrático encabezado por Diego Montaña Cuéllar, Gilberto Vieira White y Diego Luis Córdoba se expandía por todo el país. 
Los medios de prensa se encontraban ahora más permeables al feminismo y tanto El Liberal como el Diario Popular difundieron noticias, columnas de opinión e incluso editoriales acerca del movimiento. También aparecieron nuevos medios de corte netamente feminista: la revista femenina Letras y Encajes en Medellín y la revista juvenil Mujer Nueva de las estudiantes del Instituto Central Femenino de esa ciudad. 
En octubre de 1944 Ofelia Uribe fundó con otras mujeres de Tunja la revista Agitación Femenina que saldría mensualmente hasta 1946.
Al plantearse la reelección de Alfonso López Pumarejo, la activista Lucila Rubio impulsó con el aval de la Unión Femenina de Colombia una petición dirigida al presidente de la República para reformar la constitución garantizando plenos derechos ciudadanos a las mujeres. El petitorio fue trasladado al Congreso Nacional de Colombia excluyendo el derecho al sufragio, el cual, para el ministro de gobierno Alberto Lleras Camargo, no era una demanda real de la opinión femenina.
Por su parte, Ofelia Uribe al frente de quinientas mujeres de Tunja presentó un nuevo petitorio y encabezó su defensa desde Agitación Femenina que alcanzó pronto cobertura nacional tanto en redacción como en la distribución con el apoyo del partido socialista.
La polémica con los sectores del gobierno encabezados por el ministro de Educación Antonio Rocha y con Lleras Camargo y el duro enfrentamiento con los sectores más extremos de la derecha liberal que tenían su vocero en Enrique Santos Montejo, columnista con el seudónimo Calibán en el periódico El Tiempo, continuó con virulencia hasta noviembre de 1944 en que la propuesta del sufragio femenino fue rechazada por el parlamento.
En septiembre de 1946 Ofelia Uribe marchó a los Estados Unidos en viaje de negocios dejando a Lucila Rubio al frente de Agitación Femenina que publicó su último número el 30 de octubre de 1946 mientras la crisis que conduciría a la renuncia de López estallaba en el país.
Tras el asesinato del presidente liberal Jorge Eliécer Gaitán en abril de 1948, Ofelia Uribe se retiró de la militancia hasta que asumió el poder el general Gustavo Rojas Pinilla.  El gobierno conservador promovía un acuerdo entre los dos partidos dominantes para promover el sufragio femenino en Colombia y en 1954 se creó una comisión para apoyar la causa del sufragio femenino en la Asamblea Constituyente integrada por las conservadoras Josefina Valencia de Hubach y Teresa Santamaría de González (suplente) y las liberales Esmeralda Arboleda de Uribe y María Currea de Aya (suplente).
El 25 de agosto de ese año Gustavo Rojas Pinilla anunció en el Salón Elíptico del Capitolio Nacional de Colombia la aprobación del Acto Legislativo N° 3 por el que se extendía la plena ciudadanía a las colombianas.
Apenas aprobada la ley, surgió un movimiento de opinión favoreciendo la creación de un partido femenino dejando de lado los partidos tradicionales ya que, en palabras de María Currea «tan sólo la mujer puede impedir esta tremenda ruina moral, unida en un partido de mujeres, partido único de centro, ni liberal ni conservador ni comunista.» En esa posición coincidiría Ofelia Uribe y la Unión Femenina de Colombia, pero no sería apoyada por los movimientos feministas conservadores, incluyendo a Bertha Hernández, e incluso los socialistas.
En febrero de 1955 fundó el periódico Verdad, que a diferencia del laicismo e independencia política de Agitación Femenina, era «guiado por los principios eternos de la moral cristiana que habrá de orientar la inteligencia femenina hacia una nueva corriente ideológica dentro de un clima de equilibrio, de cordura y de paz».
Sin embargo el medio encontró un ambiente hostil. Los escasos anunciadores se retiraron, los distribuidores se negaron a ofrecerlo en Bogotá aduciendo que El Tiempo y El Espectador les quitarían la distribución e incluso fueron golpeados los grupos de distribuidores de la asociación Amparo de Niños. Finalmente, tras publicar la noticia de la represión de una manifestación de mujeres en contra de la dictadura que había sido disuelta con chorros de agua, el 16 de junio de 1955 el gobierno cerró el periódico y Ofelia Uribe tuvo que huir de su casa que fue allanada.
Continuó no obstante su militancia impulsando a las colombianas a obtener la cédula de ciudadanía, lo que permitió finalmente votar por primera vez en el plebiscito de diciembre de 1957 a 1 835 255 mujeres. Lanzado el Frente Nacional en 1958, se incorporó al opositor Movimiento Revolucionario Liberal (MRL) liderado por Alfonso López Michelsen siendo electa senadora suplente.
En 1963 publicó su libro Una voz insurgente recordando la lucha de su generación por los derechos de la mujer. El 8 de marzo de 1984, en ocasión de celebrarse el Día Internacional de la Mujer, el movimiento feminista colombiano y la Biblioteca Nacional de Colombia le rindieron un homenaje.
Falleció en Bogotá el 4 de agosto de 1988, a los 87 años. Un colegio de esa ciudad lleva su nombre.